# اشک سرما
اشک سرما فیلمی ضدجنگ به کارگردانی و نویسندگی عزیزالله حمیدنژاد و تهیه‌کنندگی امیرحسین شریفی محصول سال ۱۳۸۲ است و داستان آن در کردستان ایران در زمان جنگ ایران و عراق اتفاق می‌افتد.
اشک سرما را چنین روایت می‌کنند، در سرما آتش معنا پیدا می‌کند. هر که می‌آید مبهوت دل می‌بازد، یکی می‌آید که دل نمی‌بازد و آن گاه اشک سرما جاری می‌شود.

## خلاصه داستان
سربازی به نام کاوه کیانی (پارسا پیروزفر) برای پاک سازی منطقه‌ای که توسط نیروهای کومله مین گذاری شده، به یک روستای مرزی در کردستان اعزام می‌شود. به دلیل موفقیتی که دراین مأموریت پیدا می‌کند نیروهای کومله دختری به نام روناک (گلشیفته فراهانی) را مأمور می‌کنند تا او را بکشد. یک بوران ناگهانی در کوهستان موجب می‌شود که این سرباز در موقعیتی قرار گیرد که جان این دختر روستایی که در بوران گم شده‌است را نجات دهد و این دو برای نجات خود و فرار از سرما به غاری در دل کوه پناه می‌برند و …

## بازیگران
| بازیگر          | نقش        |
| --------------- | ---------- |
| پارسا پیروزفر   | کاوه کیانی |
| گلشیفته فراهانی | روناک      |

## جوایز

### بیست و دومین دوره جشنواره فیلم فجر
| قسمت                     | نامزد           | نتیجه    |
| ------------------------ | --------------- | -------- |
| بهترین بازیگر نقش اول زن | گلشیفته فراهانی | نامزدشده |
| بهترین جلوه‌های ویژه      | عباس شوقی       | نامزدشده |

### هشتمین دوره جشن حافظ
| قسمت                     | نامزد             | نتیجه    |
| ------------------------ | ----------------- | -------- |
| بهترین فیلم              | امیرحسین شریفی    | نامزدشده |
| بهترین کارگردانی         | عزیزالله حمیدنژاد | نامزدشده |
| بهترین بازیگر زن سینما   | گلشیفته فراهانی   | برنده    |
| بهترین فیلمنامه          | عزیزالله حمیدنژاد | برنده    |
| بهترین طراحی صحنه و لباس | ملک‌جهان خزاعی     | نامزدشده |

- برنده جایزه بهترین بازیگر مرد، «پارسا پیروز فر»، از جشنواره فیلم‌های آسیایی دهلی نو، ۱۳۸۴
- برنده تندیس زرین هشتمین جشن خانه سینما، «گلشیفته فراهانی»[۲]

## نقد
به گفته «محمود گبرلو» منتقد سینما: «اشک سرما فیلمی متفاوت درگونه سینمایی دفاع مقدس است که گوشه‌ای از تاریخ معاصر کشور را مرور می‌کند و این فیلم در مقایسه با دیگر آثار عاشقانه سینمای ایران اثری عمیق است که رابطه بین عشق و جنگ را به تصویر می کشد.» او زبان فیلم «اشک سرما» را زبانی جهانی و قابل فهم برای مخاطبان سایر کشورها دانسته‌است.
«عزیزالله حمیدنژاد» کارگردان فیلم نیز در نشستی که در سال ۱۳۸۳ برای بررسی و نقد این فیلم برگزار شد؛ شرکت کرده و در آن نشست گفته‌است: «در این فیلم سعی شد تا روابط عاطفی انسان‌ها در دل خشونت جنگ به تصویر کشیده شود.» او معتقد است که «اشک سرما» نگاهی جهان شمول به عشق دارد و داستان آن در هر منطقه‌ای قابل روایت است. به گفته وی، این فیلم نگاهی ضد جنگ دارد و بر همزیستی مسالمت آمیز مردم تاکید می‌ورزد.